# Jeghegis
Jeghegis (armenisch Եղեգիս), andere Umschriften Yeghegis, Yekhegis, Eghegis, Ełegis, bis 1994 Alayaz, ist ein Dorf in der südarmenischen Provinz Wajoz Dsor nördlich der Provinzhauptstadt Jeghegnadsor. Der geschichtsträchtige Ort unterhalb der im 10. Jahrhundert ausgebauten Höhenburg Smbataberd gehörte bis zum 15. Jahrhundert zum Herrschaftsbereich der armenischen Orbelian-Fürsten und ihrer Verbündeten und beherbergt drei zwischen dem 13. und 17. Jahrhundert errichtete Kirchen sowie einen jüdischen Friedhof aus dem 13. bis 14. Jahrhundert.

## Lage

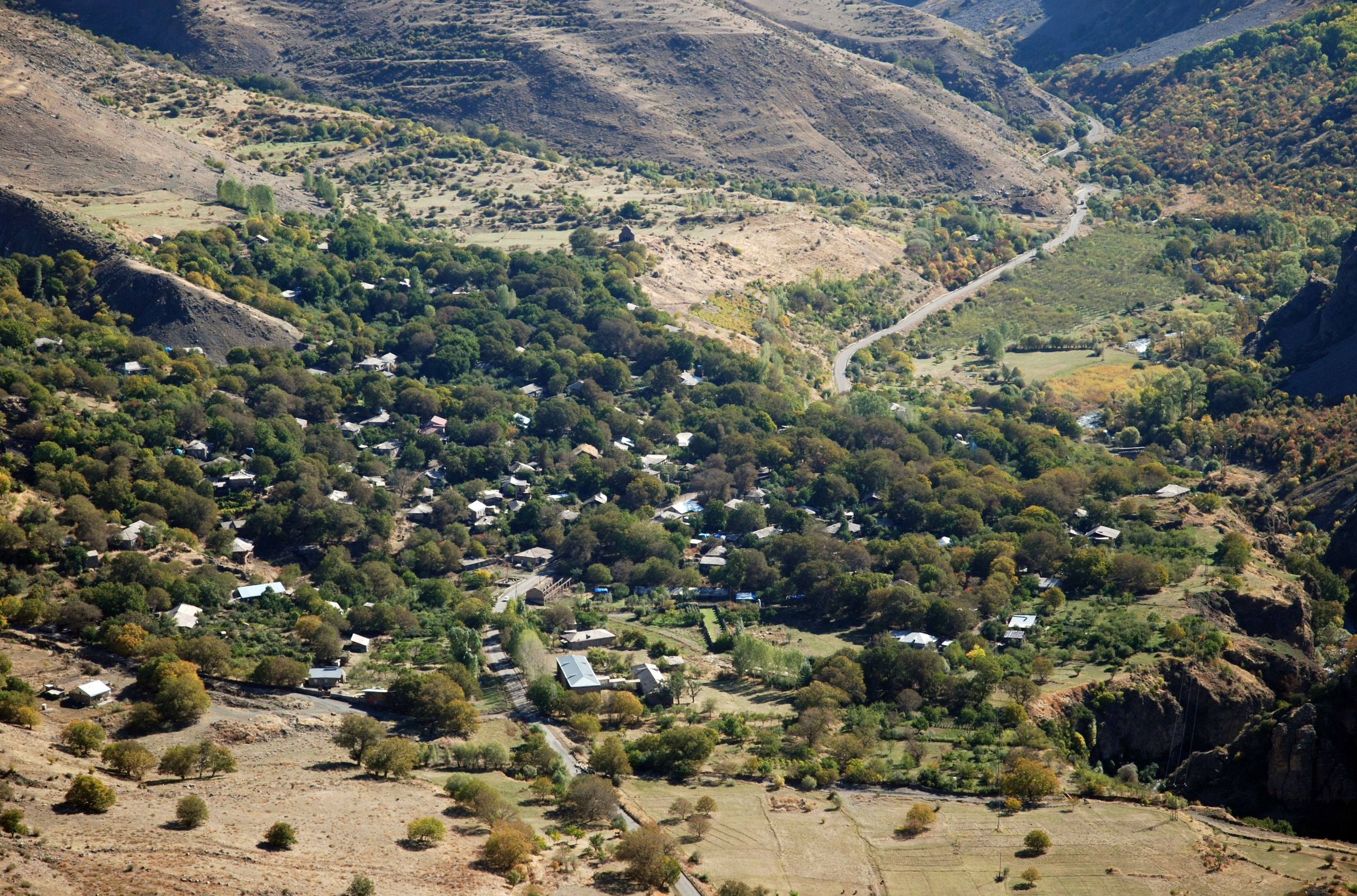
Jeghegis und der gleichnamige Bach rechts in der Schlucht von Westen

Jeghegis liegt auf 1544 Metern Höhe im Tal des gleichnamigen Flusses, der rund 17 Kilometer südlich des Ortes in den Arpa mündet. Nahe der Einmündung, bei der Streusiedlung Getap zwischen Areni und Jeghegnadsor, zweigt die Fernstraße M10 von der M2 ab und führt am Dorf Schatin vorbei nach Norden über den Selim-Pass zum Sewansee. In Schatin biegt eine Nebenstraße nach Nordosten ab, die nach sechs Kilometern Jeghegis erreicht. Die Festungsruine Smbataberd thront in einer Höhe von 1925 Metern direkt über dem Ort. Der Fußpfad hinauf ist ab Ortsmitte einen Kilometer lang.
Von historischer Bedeutung sind in nächster Umgebung außerdem das Kloster Shativank oberhalb von Schatin und das Kloster Tsaghats Kar, das im Mittelalter mit Smbataberd in Verbindung stand.
In einem Seitental auf der gegenüberliegenden nördlichen Seite des Hügels führt von Artabuynk ebenfalls ein Weg zur Burg hinauf. Das langgezogene Dorf hieß von 1946 bis 1994 Yeghegis und nahm erst danach seinen heutigen Namen an. Die Straße in das Seitental von Artabuynk zweigt zwei Kilometer östlich von Schatin ab. An der Abzweigung, also vier Kilometer westlich von Jeghegis, lag Hostun (Vostink), ein mittelalterlicher Vorort von Jeghegis, der bis auf die Ruine einer Klosterkirche des 10. Jahrhunderts durch ein Erdbeben zerstört wurde. Auf einem nahen Hügel stand ein Wachturm, der zur Festung Smbataberd gehörte.

## Geschichte
Jeghegis erlebte im 10. und 11. Jahrhundert nach dem Ende der arabischen Herrschaft eine erste Blütezeit als Hauptsitz der armenischen Fürsten von Sjunik, deren Einflussbereich über die heutige Provinz Sjunik im Süden Armeniens hinausreichte. Beim Einmarsch der Seldschuken wurde Jeghegis zerstört und verlor seine Bedeutung. Ab Mitte des 13. Jahrhunderts und im 14. Jahrhundert war Jeghegis der Hauptort der Proschian-Familie, die in verwandtschaftlicher Beziehung zur Orbelian-Familie stand. Beide Dynastien herrschten autonom über einen Großteil der Region Sangesur, während Gebiete weiter nördlich unter der Oberhoheit der mongolischen Eroberer standen. Neben Smbataberd gehörte Vorotnaberd zu den bedeutendsten Festungen des Fürstentums Orbelian. Im 15. Jahrhundert befanden sich die Armenier in wechselnder Abhängigkeit sich bekriegender Mächte, nachdem 1386 Timur Lenk mit seinen Truppen von Täbris nach Sjunik einmarschiert war und das Land verwüstet hatte. In den nachfolgenden Unruhen spaltete sich die Orbelian-Familie in mehrere Gruppen. Um 1410 übernahm ein turkmenischer Stammesverband aus Anatolien die Oberhoheit und Smbat, der letzte Herrscher über Sjunik aus dem Haus Orbelian setzte sich nach Georgien ab. Einige Erdbeben richteten Zerstörungen an. Wegen der Deportation großer Teile der armenischen Bevölkerung 1604 nach Isfahan durch den persischen Schah Abbas I. und anschließenden Kriegen zwischen Osmanen und Safawiden war im 17. Jahrhundert das gesamte Jeghegis-Tal verlassen.
Später zugewanderte Siedler, nomadische Turkvölker, benannten den Ort in Alayaz um. Bis zum gewaltsamen Ausbruch des Bergkarabachkonflikts lebten in Alayaz Aseris. 1988 wurden sie aus ihrer Heimat vertrieben und setzten sich nach Aserbaidschan ab. An ihrer Stelle kamen Armenier, die aus Sumgait geflohen waren und gaben dem Ort wieder seinen alten Namen.

## Ortsbild
Die meist eingeschossigen Bauernhäuser des kompakten Dorfes sind von großen Gärten mit einem dichten Bestand an Walnussbäumen umgeben. Der Jeghegis fließt in einer Felsschlucht am Südrand des Siedlungsgebiets vorbei. Ein kleiner Lebensmittelladen und eine Haltestelle für Minibusse an der Durchgangsstraße stellen das Ortszentrum dar; die meisten Häuser liegen an gewundenen Wegen nördlich der Straße auf den flachen Ausläufern des durch Quertäler zerklüfteten Hügels.
Gemäß der amtlichen Statistik von 2012 hat Jeghegis 512 offiziell gemeldete Einwohner. Die Zahl blieb gegenüber der Volkszählung von 2001 praktisch unverändert.
Das erste mittelalterliche Baudenkmal kurz nach dem westlichen Ortseingang an der Hauptstraße ist ein kleiner rechteckig ummauerter Bezirk mit einigen Grabsteinen, die an die Orbelian-Familie erinnern. Hier stehen zwei Chatschkare nebeneinander, auf die ein halbkreisförmiger Reliefstein gestellt wurde, der vermutlich das Tympanon einer nicht mehr existenten Kapelle bildete und aufgrund von Stilmerkmalen in das 10. bis 12. Jahrhundert datiert wird.

### Surb Astvatsatsin

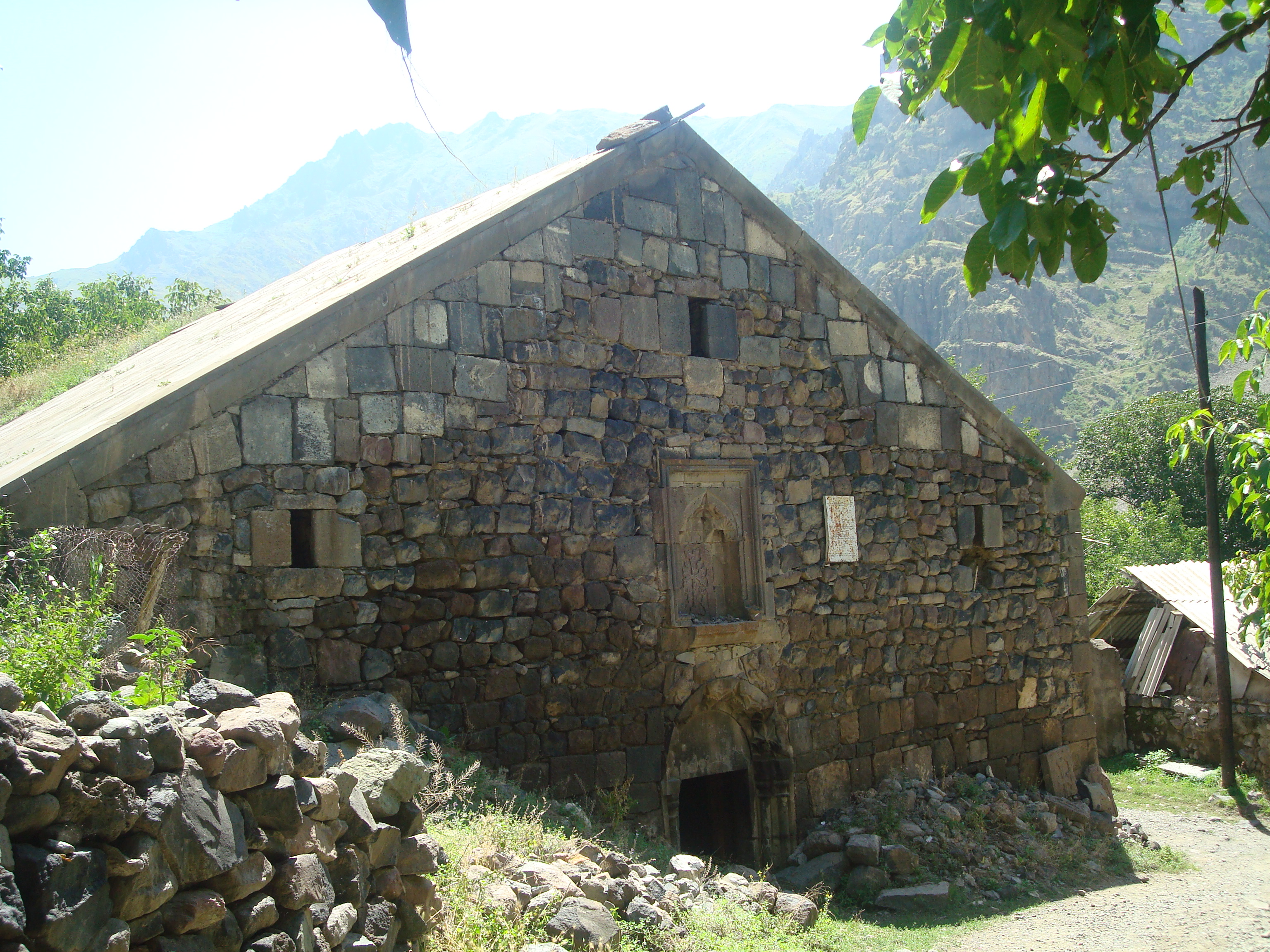
Surb Astvatsatsin, Westgiebel

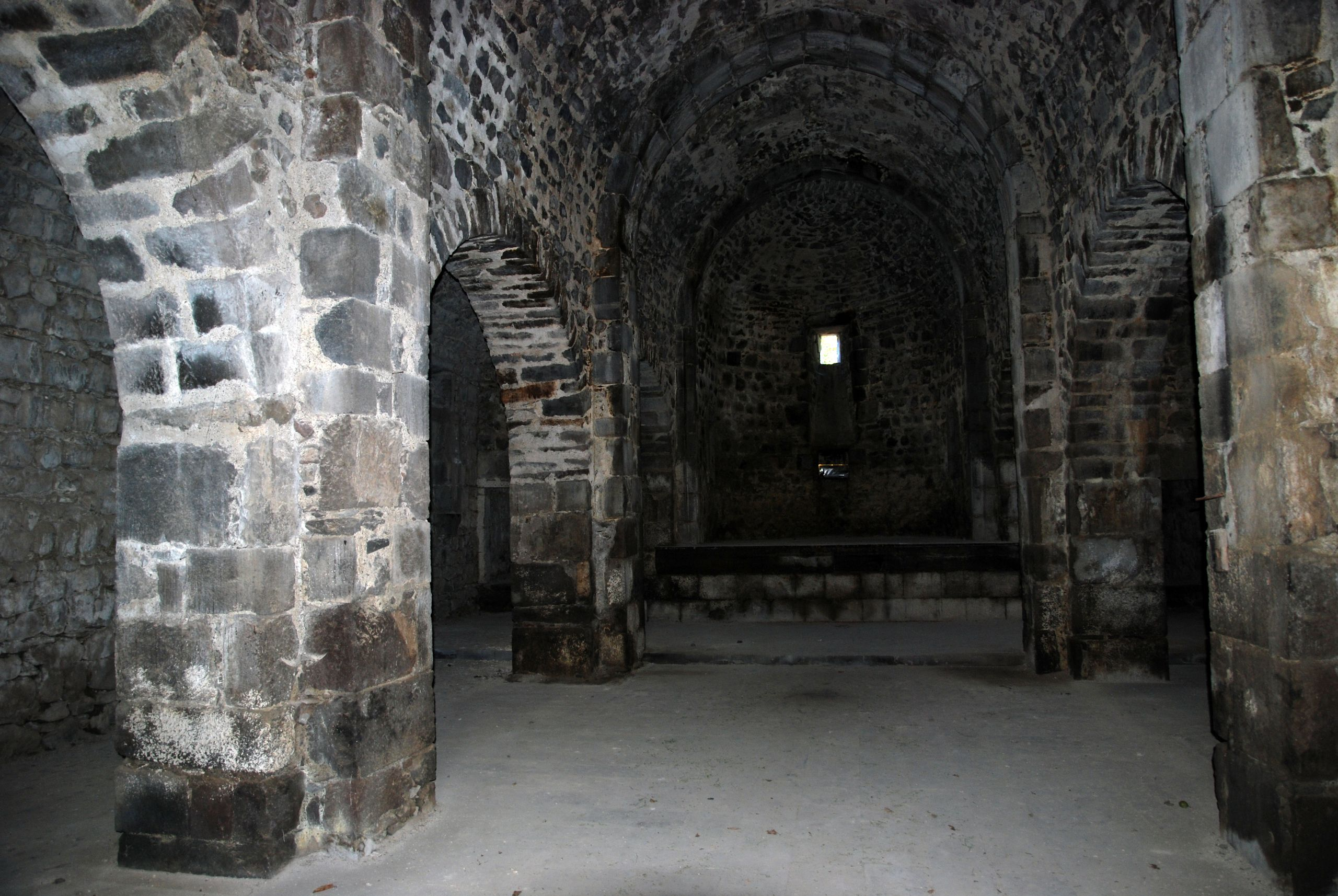
Mittelschiff Richtung Altar

Ein kurviger Weg führt nördlich der Straße nach 100 Metern zur Muttergotteskirche (Surb Astvatsatsin), einer dreischiffigen Basilika mit Tonnengewölbe, die 1703 aus den Steinen eines Vorgängerbaus neu errichtet wurde. Zwei massive Pfeiler in jeder Reihe, die untereinander durch Rundbögen verbunden sind, gliedern den Raum in ein breites hohes Mittelschiff und zwei schmälere, niedrigere Seitenschiffe, die von einem einzigen Satteldach überdeckt werden. Das Gebäude ist typisch für die im 17. Jahrhundert wieder aufgenommene künstlerischer Bautätigkeit. Im Süden Armeniens und besonders im Gebiet Sangesur wurden im frühchristlichen Stil archaisch wirkende Pfeilerbasiliken aus dem in der Umgebung verfügbaren Basalt gebaut. Man verzichtete wegen der Erdbebengefahr aus statischen Gründen darauf, Kuppelkirchen aus diesem schweren Gestein zu errichten. Zum langgezogenen Typus mit zwei Pfeilerpaaren gehören außer der Muttergotteskirche von Jeghegis unter anderem in der Provinz Wajoz Dsor die Klosterkirche von Shativank und in der Provinz Sjunik die Klöster Mec Anapat (1662 neu gegründet), Haranc Anapat (1613 gegründet und 1658 durch ein Erdbeben zerstört), die erhaltene Hripsime-Kirche im Tal von Chndsoresk (1665 erbaut) und die Kirche im Dorf Tandzaver (1705 erbaut).
Das mittlere Tonnengewölbe gliedern Gurtbögen zwischen den beiden Pfeilerpaaren, ein weiterer Gurtbogen grenzt die durch ein Bema (Podest) erhöhte halbrunde Apsis ab. Die beiden Apsisnebenräume sind rechteckig und von den Seitenschiffen aus zugänglich. Die Kirche ist innen unverputzt und schmucklos. Der Eingang befindet sich in der Westwand, ein zweiter Eingang in der Südwand wurde zugemauert. Er liegt zur Hälfte unter dem heutigen Bodenniveau. Die nördliche Längswand ist fast bis zur Höhe der Traufe mit Erdreich aufgeschüttet. Die Außenwände bestehen aus unterschiedlich sorgfältig behauenen Basaltquadern und Bruchsteinen. Dazwischen finden sich einige ältere schmuckvolle Chatschkar-Steine in den Wänden. Der Westeingang ist von einem Halbsäulenpaar und einem reliefierten Rundbogen umgeben. Die beiden symmetrisch angeordneten Reliefsteine über dem Rundbogen stellen Sirenen dar, geflügelte weibliche Fabelwesen, die an mittelalterlichen Bauten in Wajoz Dsor häufig vorkommen. Das von einem Profil mit Hohlkehle umrahmte Scheinfenster über dem Eingang besteht in der oberen Hälfte aus einer spitzbogig eingefassten Muqarnas-Nische nach islamischer Bautradition und einem von anderswo stammenden Kreuzstein darunter. Das Steinplattendach der heute nicht mehr verehrten Kirche ist mit Gras bewachsen.

### Surb Karapet

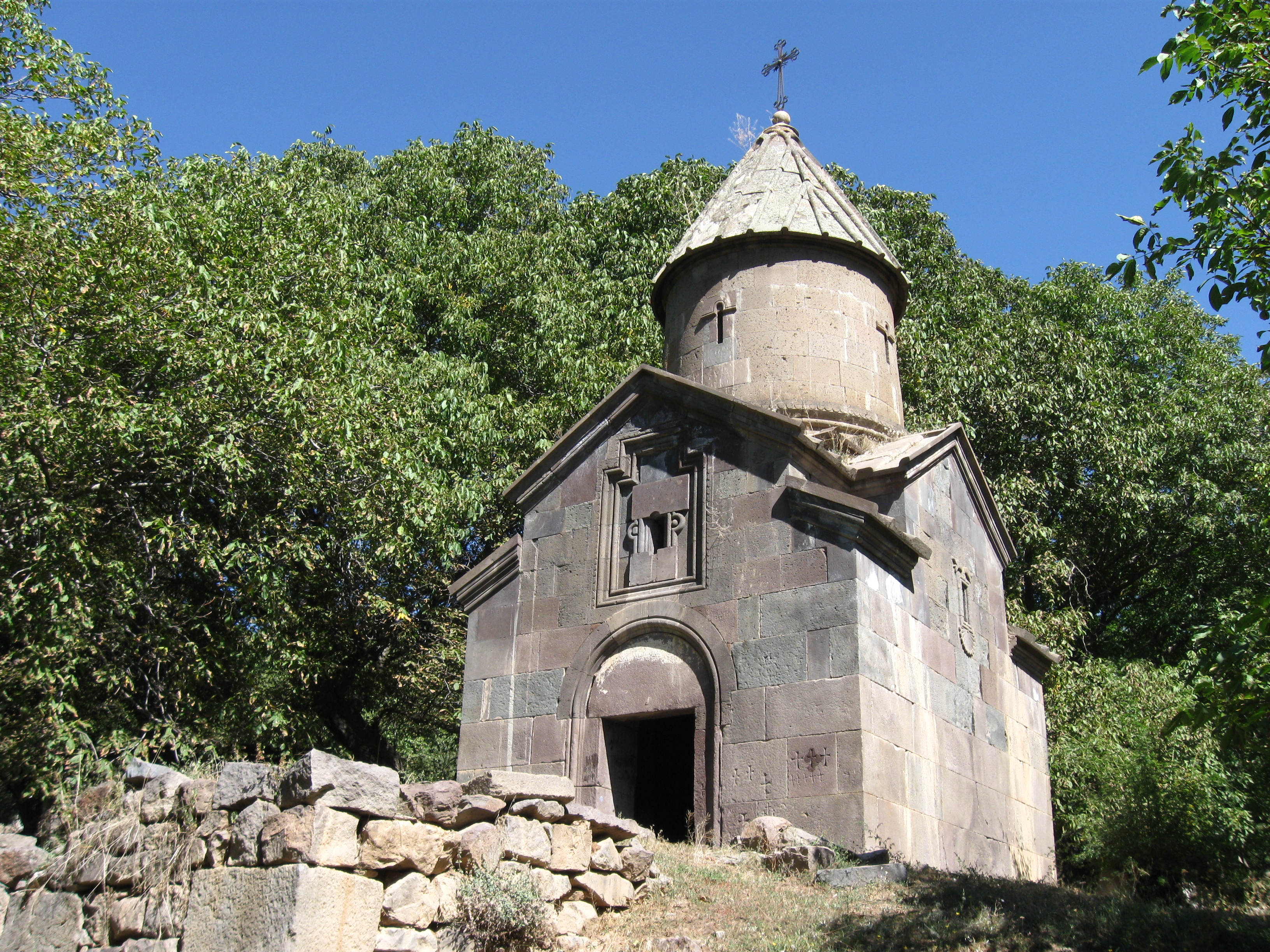
Surb Karapet von Südwesten

Weiter östlich blieb zwischen hohen Walnussbäumen die Täufer-Kirche (Surb Karapet), auch Heilig-Kreuz-Kirche (Surb Nshan, „Heiliges Zeichen“), aus dem 13. Jahrhundert vollständig erhalten. Bei der kleinen ummantelten Kreuzkuppelkirche liegt der kreuzförmige Grundplan innerhalb rechteckiger Außenwände, die Nebenräume in den vier Ecken mit einschließen. Sie ähnelt der Surb Karapet von Tsaghats Kar mit einer halbrunden Apsis im Osten und rechteckigen Wänden an den drei übrigen Seitenarmen. Der innen und außen kreisrunde Tambour ruht auf Gurtbögen, die von den vier Innenwandecken getragen werden. Die Kuppel wird von einem Kegeldach überragt. Der einzige, von einem Rundbogen umfasste Eingang befindet sich im Westen. Inschriften nennen einen Nerses Nahatak als Bauherrn.
Um das Gebäude stehen viele und teilweise alte Chatschkare. Einige tragen Jahreszahlen des armenischen Kalenders: Die Zahl 750 auf einem Chatschkar am Zugang zur Lichtung entspricht 1301 n. Chr., die Zahl 98 ergibt umgerechnet 699 n. Chr. Um diese Zeit waren Chatschkare jedoch noch nicht entwickelt.

### Zorats-Kirche

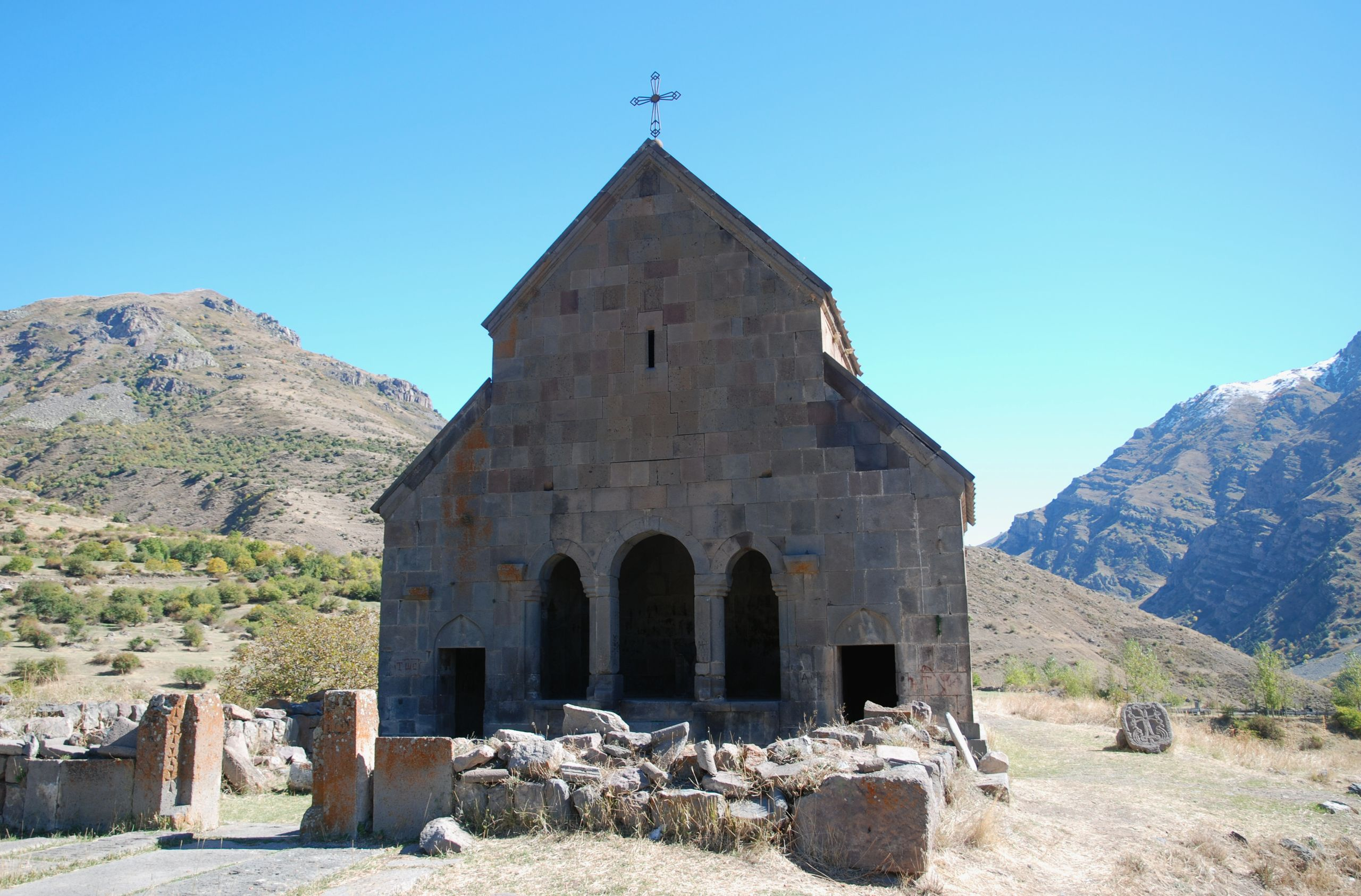
Zorats-Kirche von Westen

Die „Soldaten-Kirche“ (Zorats Yekeghetsi) steht frei auf einer Anhöhe über dem Fluss am östlichen Ortsrand. Ihren eigentlichen Namen „Stephanus-Kirche“ (Surb Stepanos) verdankt sie der Widmung an Bischof Stepanos Tarsayich im Jahr 1303. Stepanos war ein Enkel des Fürsten Sjunik Tarsayich Orbelian, dessen Hauptsitz sich im 13. Jahrhundert in Areni befand. Von der Mitte des 13. bis zur Mitte des 14. Jahrhunderts waren die regionalen Fürsten den Mongolen tributpflichtig. Bevor armenische Soldaten, die zwangsrekrutiert wurden, um gegen turkmenische Stämme und syrische Mamluken zu kämpfen, in die Schlacht zogen, empfingen sie vor der Kirche den christlichen Segen. Weil die Truppen zusammen mit den Pferden gesegnet wurden – damals eine gängige Praxis, fand der Gottesdienst im Freien vor der Kirche statt. Die Zorats-Kirche ist die einzige Kirche in Armenien, die ausschließlich für diesen Zweck errichtet wurde und eine entsprechend einzigartige Form besitzt.
Es gibt keinen Kirchenraum, sondern nur ein schmales Gebäude mit einer nach Westen offenen Altarapsis, vor der sich die Gemeinde im Freien versammelte. Die Westwand der halbrunden Apsis wird durch eine dreibogige Arkade auf einem hohen Sockel gestützt. Zu beiden Seiten führen rechteckige Durchgänge zu schmalen ebenerdigen Nebenräumen, an deren Ende sich halbrunde Apsiden mit in die Wand eingelassenen Opfernischen befinden. Die östliche Außenwand wird durch einen zentralen Fensterschlitz, den ein kreuzförmiges Profil umgibt, und durch zwei tiefe vertikale Dreiecksnischen, die bis in Traufhöhe reichen, gegliedert. Die Kirche ist nach ihrer Restaurierung im 20. Jahrhundert sehr gut erhalten.
Ausgrabungen in der Umgebung förderten Mauerreste aus dem Mittelalter zutage, die zu einem Kloster gehörten. Einige Meter östlich der Kirche blieb ein Türrahmen aus sorgfältig behauenen Quadern erhalten. Einige freigelegte Grabsteine, die vor der Kirche liegen, besitzen an einer Seite ein ungewöhnliches Augenloch und scheinen auf einen bronzezeitlichen Verehrungsplatz hinzuweisen, um den sie aufgestellt waren.

### Jüdischer Friedhof

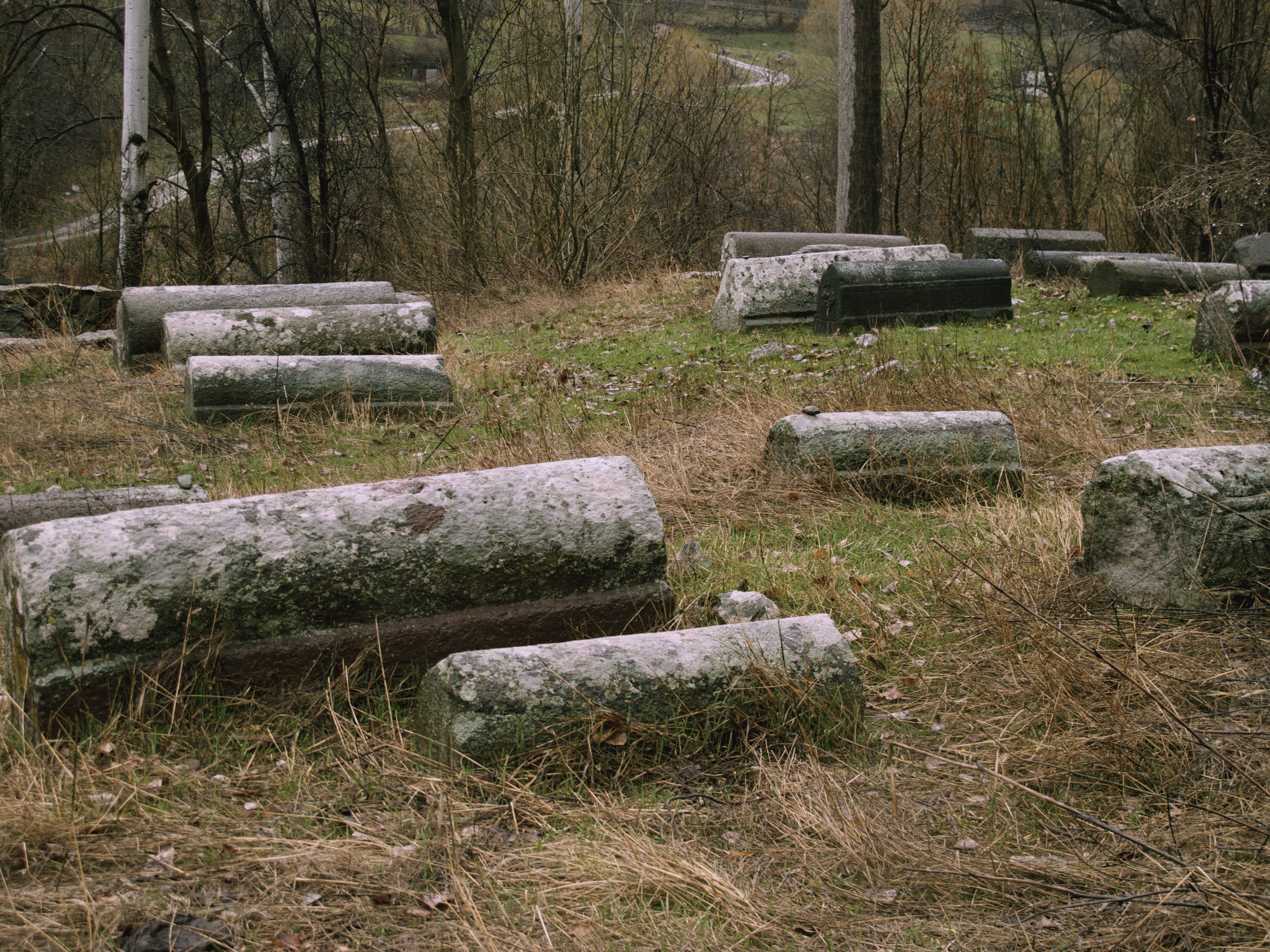
Blick nach Norden über den Bach

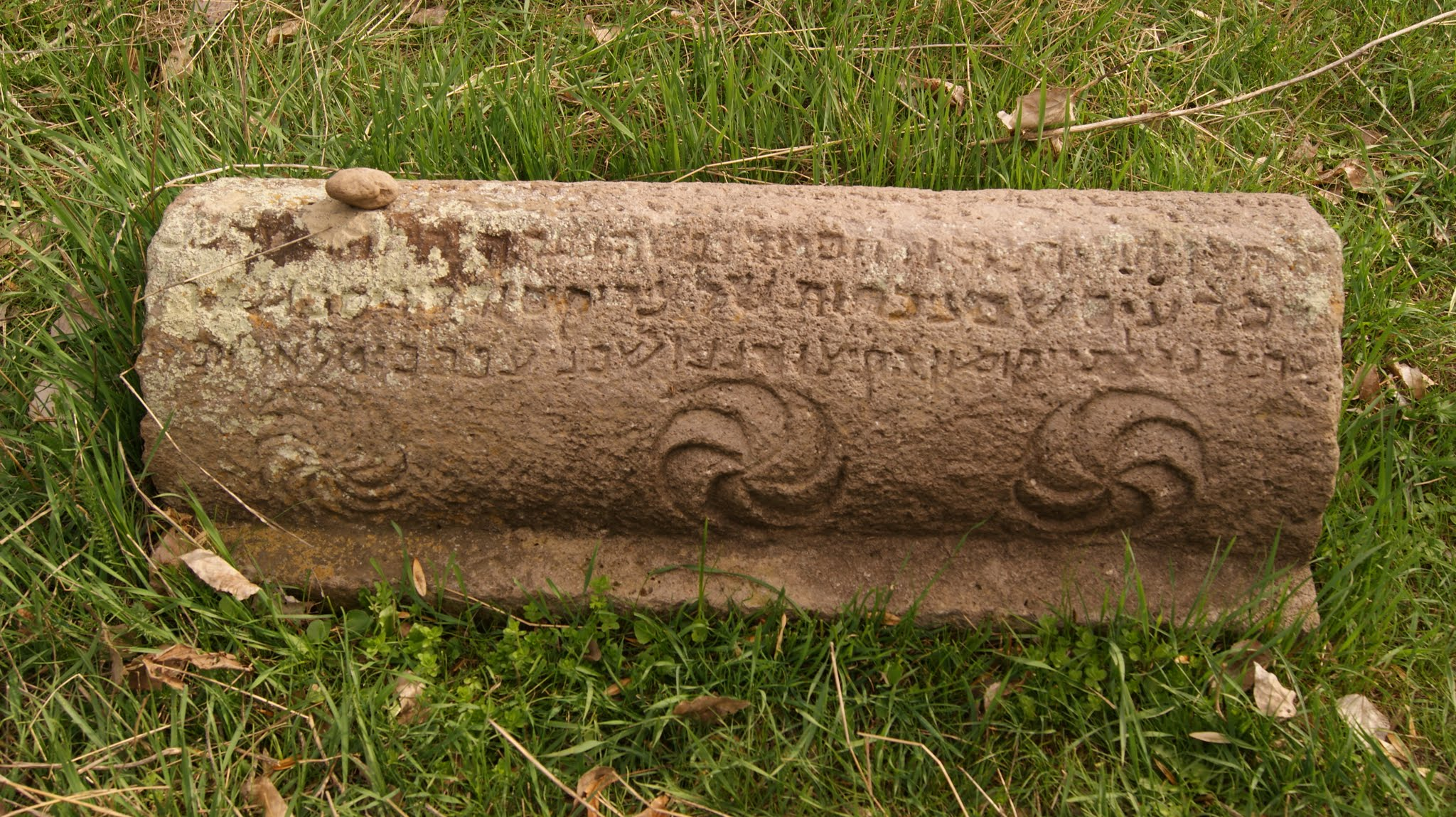
Hebräische Inschrift mit Spiralmotiven

Der jüdische Friedhof befindet sich am Südufer des Baches etwa 200 Meter südlich der Durchgangsstraße und ist über einen Steg zu erreichen. Er wurde 1996 wiederentdeckt und zwischen 2000 und 2003 von einem armenisch-israelischen Team freigelegt. Über 60 Grabsteine aus dem 13. und 14. Jahrhundert wurden identifiziert, 40 davon auf dem heute von einer Mauer umgebenen Friedhofsgelände und die übrigen in der Umgebung. Einige Grabsteine waren als Fundament für die Fußgängerbrücke und als Bodenbelag in einer Mühle weiterverwendet worden. Die Grabsteine sind zylinderförmig und liegen mit einer flachen Längsseite am Boden. Zehn Grabsteine tragen Inschriften meist in hebräischer und seltener in aramäischer Sprache. Sie enthalten Eigennamen und Bibelzitate in einem sehr alten, für Grabsteine üblichen Sprachstil und geben Einblick in die damalige religiöse Praxis. Die Jahreszahlen gehören zu einem von orientalischen Juden verwendeten Kalender, dessen Zeitrechnung im Jahr 331 v. Chr. beginnt. Demnach ergibt sich für die älteste datierte Grabinschrift das Jahr 1266 n. Chr. und für die jüngste 1346 n. Chr. Manche Ornamente, etwa Spiralformen innerhalb eines Kreises, wurden auch auf zeitgenössischen Grabsteinen der armenischen Christen gefunden. Eine historische Quelle für eine jüdische Gemeinde im mittelalterlichen Jeghegis gibt es nicht.